# Kento Itō
Kento Itō (伊東 健人 Itō Kento?,  Tokio, Japón, 18 de octubre de 1988) es un actor de voz japonés, afiliado a 81 Produce. Algunos de sus roles más destacados incluyen el de Michio Hazama en The Idolmaster SideM y Hirotaka Nifuji en Wotaku Koi wa Muzukashī.

## Biografía
Itō nació el 18 de octubre de 1988 en la ciudad de Tokio, Japón. Se graduó de la Tokyo Announcement Academy. Mientras asistía a la universidad, Itō ha dicho que no tenía objetivos para el futuro y que no era bueno para comunicarse con las personas en el momento de comenzar a prepararse para la búsqueda de empleo. Fue entonces cuando vio un anuncio de la Tokyo Announcement Academy y decidió convertirse en seiyū. Sobre esto, Itō ha comentado que:

"Vi que era una escuela para convertirse en un profesional que usa la voz, es decir, un lugar para mejorar las habilidades para hablar, por así decirlo; pensé que podría tener la oportunidad de cambiarme a mi mismo si iba allí."

Durante sus días de universidad, Itō también trabajó para Vocaloid.

## Filmografía

### Anime
2014
- D-Frag! como Estudiante
- PriPara como Hombre

2015
- Ore Monogatari!! como Líder
- Kamisama Minarai: Himitsu no Cocotama como Suzuki, padre de Kōta
- Gintama como Profesor de Terakoya, médico
- Atashi'n chi como Varios
- Punch Line como W1

2016
- Ninja Boy Rantaro como Suponontake Ninja
- Magi como Soldado A
- Meitantei Conan: Episode One - Chiisaku natta meitantei como Policía
- Reikenzan: Hoshikuzu-tachi no Utage como Shu Hata[5][6]

2017
- The Idolmaster SideM como Michio Hazama

2018
- Wotaku Koi wa Muzukashī como Hirotaka Nifuji
- The Idolmaster SideM: Riyū a tte Mini! como Michio Hazama[7]
- SSSS.Gridman como Yamato

2020
- The Titan's Bride como Kōichi Mizuki
- Hypnosis Mic: Division Rap Battle: Rhyme Anima como Doppo Kannonzaka

2023
- Oshi no Ko como Gorō Amemiya

### Películas animadas
- Harmony (2015)

### OVAS
- Shokora no Mahō  (2013) como Manager de Honami

### Series web
- Mobile Suit Gundam Thunderbolt como Hoover

### Videojuegos
- Honkai: Star Rail como Danheng[8]
- Project SEKAI COLORFUL STAGE! feat. Hatsune Miku como Toya Aoyagi[8]
- Hypnosis Mic -Alternative Rap Battle- como Doppo Kannonzaka[8]